# Orléans Loiret hockey sur glace
L’Orléans Loiret hockey sur glace ou les Renards d'Orléans est un club français de hockey sur glace basé dans la ville d'Orléans (Loiret) et évoluant en division 3 du championnat de France (4e échelon national).
Le club a porté le nom d'Union sportive Orléans hockey de 1977 à 1999.

## Géographie
L'équipe est basée dans la ville d'Orléans située dans le département du Loiret et la région Centre-Val de Loire.
Le siège social du club est installé au 1 de la rue Alexandre Avisse, dans le centre-ville d'Orléans, à proximité de la route département 2020.

## Histoire

La patinoire du Baron où évolue le club.

L’Union sportive Orléans hockey (USO hockey) est créée en 1977. Elle est contrainte au dépôt de bilan en 1999.
Une nouvelle structure est créée en janvier 2000, le club devient l’Orléans Loiret hockey sur glace. Il participe pour la première fois au championnat de France en division 3 lors de la saison 2004-2005, s'y maintient lors des cinq saisons suivantes puis accède à la division 2 à l'issue de la saison 2009-2010. À la suite de leur promotion à la troisième division nationale, Orléans y reste pendant deux saisons mais termine toujours dernier de sa poule. En 2012, Orléans est relégué en quatrième division et n'est plus y arrivé de retourner en troisième division depuis.

## Résultats
Championnat de France D3 :
| Saison    | Poule                                   | Phases                             | Résultats       | Classement final                                   |
| --------- | --------------------------------------- | ---------------------------------- | --------------- | -------------------------------------------------- |
| 2004-2005 | ligue Île de France : 7e                | Championnat de Paris Poule finale  |                 | 7e                                                 |
| 2005-2006 | ligue Île de France : 1er               |                                    |                 | 4e                                                 |
| 2006-2007 | poule Île de France Centre : 3e         | play off ; poule G : carré final : | 6e Non qualifié | 18e                                                |
| 2007-2008 | poule Île de France Centre et Sud : 1er | play off ; poule G : carré final : | 3e non qualifié | 9e                                                 |
| 2008-2009 | poule B : 1er                           | play off ; poule G : carré final : | 2e non qualifié | 5e                                                 |
| 2009-2010 | poule B : 1er                           | play off ; poule G : carré final : | 1er 2e/4        | Vice-Champions de France de D3 · 2e · Montée en D2 |
| 2010-2011 | poule A: 10e                            |                                    |                 | 10e Maintien en D2 (Repêchage)                     |
| 2011-2012 | poule A: 10e                            |                                    |                 | 10e · Descente en D3                               |

## Palmarès
- Vainqueur de la Coupe de France en 1984[2]
- Vice-champions de France de D3 2009/2010
- Champions de France Excellence des moins de 18 ans 2006-2007 en association avec le club des Diables noirs de Tours[3].

## Effectif actuel
| No    | Nom                     | Nat. | Position       | Arrivée |
| ----- | ----------------------- | ---- | -------------- | ------- |
| +021, | Jonathan Garcia-Alvarez |      | Gardien de but | -       |
| +037, | Hugo Jones              |      | Gardien de but | -       |
| +027, | Geoffrey Tessier        |      | Gardien de but | -       |
| +016, | Antoine Buriez          |      | Défenseur      | -       |
| +012, | Julien Chaumont         |      | Défenseur      | -       |
| +011, | Stepan Jirovec          |      | Défenseur      | -       |
| +077, | Benjamin Jones          |      | Défenseur      | -       |
| +095, | Charly Léon             |      | Défenseur      | -       |
| +096, | Raphaël Opoma Ngombo    |      | Défenseur      | -       |
| +020, | Enzo Ortega             |      | Défenseur      | -       |
| +014, | Loïc Renard             |      | Défenseur      | -       |
| +098, | Clément Baratta         |      | Attaquant      | -       |
| +009, | Anthony Binot           |      | Attaquant      | -       |
| +080, | Julien Capet            |      | Attaquant      | -       |
| +008, | Valentin Detouteville   |      | Attaquant      | -       |
| +088, | Pierre-Jean Lancien     |      | Attaquant      | -       |
| +004, | Gabriel Lyode           |      | Attaquant      | -       |
| +023, | Bastien Marquet         |      | Attaquant      | -       |
| +067, | Enzo Martinez           |      | Attaquant      | -       |
| +018, | Antoine Mikaleff        |      | Attaquant      | -       |
| +066, | Valeri Mkrtchyan        |      | Attaquant      | -       |
| +063, | Alexandre Paul          |      | Attaquant      | -       |
| +091, | Tom Pouliquen           |      | Attaquant      | -       |
| +029, | Vincent Rougé           |      | Attaquant      | -       |
| +071, | Damir Shafeyev          |      | Attaquant      | -       |
| +079, | Victor Voza             |      | Attaquant      | -       |

## Ancien effectif
| No    | Nom                    | Nat. | Position       | Arrivée                               |
| ----- | ---------------------- | ---- | -------------- | ------------------------------------- |
| +021, | Matthieu Constantin    |      | Gardien de but | Formé au club                         |
| +037, | Elliot Jones           |      | Gardien de but | Prêt - Ducs d'Angers                  |
| +066, | Mathys Schwerdel       |      | Gardien de but | Prêt - Ducs d'Angers                  |
| +011, | Aleks Stoilov          |      | Défenseur      | 2019 - Hawks de Grey Highlands        |
| +014, | Loïc Renard – A        |      | Défenseur      | Formé au club                         |
| +020, | Ladislas Pietruszewski |      | Défenseur      | 2015 - sans club                      |
| +023, | Dylan Kelechian        |      | Défenseur      | 2017 - Comètes de Meudon U20          |
| +063, | Alexandre Paul         |      | Défenseur      | 2009 - Sangliers Arvernes de Clermont |
| +077, | Benjamin Jones – A     |      | Défenseur      | Formé au club                         |
| +009, | Anthony Binot          |      | Attaquant      | Formé au club                         |
| +012, | Julien Capet           |      | Attaquant      | Formé au club                         |
| +013, | Lucas Brohan – C       |      | Attaquant      | 2017 - Remparts de Tours              |
| +016, | Thomas Nedjari         |      | Attaquant      | 2019 - Caribous de Seine-et-Marne     |
| +018, | Antoine Mikaleff       |      | Attaquant      | Formé au club                         |
| +027, | Pierre-Yves Deville    |      | Attaquant      | 2019 - Dogs de Cholet Loisirs         |
| +067, | Enzo Martinez          |      | Attaquant      | Formé au club                         |
| +076, | Anthony Bédard         |      | Attaquant      | 2019 - Mustangs de Maniwaki           |
| +088, | Miroslav Šmíd          |      | Attaquant      | 2019 - Spartans de Southern Oregon    |
| +091, | Jefferson Lannes       |      | Attaquant      | 2013 - Sangliers Arvernes de Clermont |
| +096, | Robin Turby            |      | Attaquant      | Formé au club                         |
| +098, | Clément Baratta        |      | Attaquant      | Formé au club                         |